# Stalk
Stalk es una serie francesa que consta de dos temporadas de 10 episodios de 23 minutos, dirigida por Simon Bouisson, producida por Silex Films. Se estrenó el 13 de marzo de 2020 en la televisión pública francesa France.tv Slash y en Bélgica el 11 de octubre de 2020 en RTLplay. Los primeros episodios están disponibles de forma gratuita en YouTube. RTVE llegó a un acuerdo con France tv distribution para su visionado en español y ya están disponibles las dos temporadas en su canal RTVE Play.

## Sinopsis
Lucas, alias Lux, genio de la informática, ingresa en la mejor escuela de ingeniería de Francia. Durante la primera velada organizada por la BDE, los estudiantes más destacados del campus lo hostigan y humillan. En venganza, piratea sus teléfonos y ordenadores para acecharlos, aprender todos sus secretos, unirse a su pandilla y manipularlos desde dentro. Se convierte en quien siempre ha soñado ser, antes de que todo se vuelva en su contra.

## Reparto
- Théo Fernández: Lucas “Lux”
- Carmen kassovitz: Alma
- Pablo Cobo: Alejandro de Givry
- Yasin Houicha: Samir
- Río Vega: Lolo
- Clemente Sibony: Abel Herzig
- Manon San Valentin: Margot
- Azize Diabate Abdoulaye: Félix
- Zoé Héran: Zoé

## Lugares de rodaje
La serie fue filmada en gran parte en Lille, con algunas capítulos en Armentières. Las secuencias dentro de la escuela se rodaron casi en su totalidad en las instalaciones de Institut d'études politiques de Lille, mientras que las tomas exteriores se rodaron frente al Lycée Gustave-Eiffel. En Sciences Po Lille, se utilizaron para el rodaje sobre todo el anfiteatro del primer piso, los pasillos y la cafetería.

## Premios
- Festival de ficción televisiva de La Rochelle 2020:
  - Mejor dirección para Simon Bouisson.
  - Joven aspirante masculino de Théo Fernandez[7] en el Festival de ficción televisiva de La Rochelle en 2019.[7]
- Festival de ficción televisiva de La Rochelle 2021:
  - Mejor serie de 26 minutos.[8]
  - La mejor música.

## Reseñas
Numerama escribió que la serie "logra la hazaña de mezclar una reflexión real sobre la ciberseguridad del mundo real en un programa para adolescentes, lejos de la fantasía de la mayoría de series y películas". Para Le Figaro, la serie es "brillantemente elaborado y realizado y “destaca por poner en escena personajes complejos, alejados de toda lógica maniquea". Télérama reserva una acogida muy favorable a la serie que "logra imponer un ritmo acelerado" todo siendo "escrito con precisión" y "notablemente interpretado». Le Parisien elogia el realismo de la serie y la describe como " tan emocionante como inquietante», «estamos atrapados en los engranajes de Stalk desde el primer episodio". 